# Vegakameratene 2009-2010
Questa voce raccoglie le informazioni riguardanti il Vegakameratene nelle competizioni ufficiali della stagione 2009-2010.

## Stagione
Il Vegakameratene ha partecipato alla Futsal Eliteserie 2009-2010, seconda edizione del massimo campionato norvegese riconosciuto dalla Norges Fotballforbund. La squadra ha chiuso l'annata al 2º posto finale, migliorando il 4º posto della stagione precedente. Fredrik Høgaas, Jan Are Klaussen e Kenneth Rakvaag hanno fatto parte della squadra nel corso di questa annata.

## Rosa
| N° | Naz.                | Ruolo | Sportivo         | Anno     |  |  |
| -- | ------------------- | ----- | ---------------- | -------- |  |  |
|    | Norvegia (bandiera) | POR   | Kenneth Rakvaag  | 20.08.83 |  |  |
|    | Norvegia (bandiera) | DIF   | Alf Einar Grimsø | 20.08.77 |  |  |
|    | Norvegia (bandiera) | DIF   | Jan Are Klaussen | 15.05.86 |  |  |
|    | Norvegia (bandiera) | PIV   | Emil Nessjøen    | 25.02.91 |  |  |
|    | Norvegia (bandiera) |       | Fredrik Høgaas   | 18.02.85 |  |  |

## Risultati

### Eliteserie

#### Girone di andata
| 21 novembre 2009, ore 12:00 1ª giornata | Nidaros      | 1 – 3 referto | Vegakameratene | \| Arbitro: \| Rafiq (Oslo) \| |
| Arbitro:                                | Rafiq (Oslo) |               |                |                                |

| 21 novembre 2009, ore 20:00 2ª giornata | Vegakameratene | 4 – 1 referto | Holmlia | \| Arbitro: \| Myklebust \| |
| Arbitro:                                | Myklebust      |               |         |                             |

| 22 novembre 2009, ore 12:00 3ª giornata | Vegakameratene  | 6 – 5 referto | Sandefjord | \| Arbitro: \| Konstali Randen \| |
| Arbitro:                                | Konstali Randen |               |            |                                   |

| 12 dicembre 2009, ore 12:00 4ª giornata | Solør          | 2 – 3 referto | Vegakameratene | \| Arbitro: \| Steen (Bergen) \| |
| Arbitro:                                | Steen (Bergen) |               |                |                                  |

| 12 dicembre 2009, ore 18:00 5ª giornata | Vegakameratene | 5 – 4 referto | Horten | \| Arbitro: \| Rafiq (Oslo) \| |
| Arbitro:                                | Rafiq (Oslo)   |               |        |                                |

| 13 dicembre 2009, ore 12:00 6ª giornata | Fyllingsdalen  | 2 – 4 referto | Vegakameratene | \| Arbitro: \| Steen (Bergen) \| |
| Arbitro:                                | Steen (Bergen) |               |                |                                  |

| 16 gennaio 2010, ore 12:00 7ª giornata | Vegakameratene | 4 – 3 referto | Lillehammer | \| Arbitro: \| Ølmheim \| |
| Arbitro:                               | Ølmheim        |               |             |                           |

| 16 gennaio 2010, ore 20:00 8ª giornata | Nordpolen | 2 – 3 referto | Vegakameratene | \| Arbitro: \| Hussain \| |
| Arbitro:                               | Hussain   |               |                |                           |

| 17 gennaio 2010, ore 12:00 9ª giornata | Vegakameratene | 1 – 7 referto | KFUM Oslo | \| Arbitro: \| Krokdal \| |
| Arbitro:                               | Krokdal        |               |           |                           |

#### Girone di ritorno
| 6 febbraio 2010, ore 11:30 10ª giornata | Vegakameratene | 5 – 4 referto | Nidaros | \| Arbitro: \| Hussain \| |
| Arbitro:                                | Hussain        |               |         |                           |

| 6 febbraio 2010, ore 18:00 11ª giornata | Holmlia      | 0 – 5 referto | Vegakameratene | \| Arbitro: \| Rafiq (Oslo) \| |
| Arbitro:                                | Rafiq (Oslo) |               |                |                                |

| 7 febbraio 2010, ore 12:30 12ª giornata | Sandefjord | 2 – 1 referto | Vegakameratene | \| Arbitro: \| Iversen \| |
| Arbitro:                                | Iversen    |               |                |                           |

| 20 febbraio 2010, ore 18:00 13ª giornata | Vegakameratene | 2 – 7 referto | Solør | \| Arbitro: \| Hussain \| |
| Arbitro:                                 | Hussain        |               |       |                           |

| 20 febbraio 2010, ore 11:00 14ª giornata | Horten        | 2 – 5 referto | Vegakameratene | \| Arbitro: \| Thorsø Hansen \| |
| Arbitro:                                 | Thorsø Hansen |               |                |                                 |

| 21 febbraio 2010, ore 12:00 15ª giornata | Vegakameratene | 5 – 4 referto | Fyllingsdalen | \| Arbitro: \| Pedersen \| |
| Arbitro:                                 | Pedersen       |               |               |                            |

| 6 marzo 2010, ore 14:00 16ª giornata | Lillehammer | 0 – 2 referto | Vegakameratene |  |

| 6 marzo 2010, ore 20:00 17ª giornata | Vegakameratene | 10 – 0 referto | Nordpolen |  |

| 7 marzo 2010, ore 14:00 18ª giornata | KFUM Oslo | 2 – 1 referto | Vegakameratene |  |